# Copa Federación Femenina de Santa Fe
La Copa Federación Femenina es una competencia oficial del fútbol femenino argentino a nivel provincial organizada anualmente por la Federación Santafesina de Fútbol, que se disputa por el sistema de eliminación directa y en el que participan equipos representantes de cada liga regional de la provincia de Santa Fe.
Su primera edición se llevó a cabo en la temporada 2021, siendo el equivalente a la Copa Federación masculina, y se disputa en paralelo a la Copa Santa Fe Femenina.

## Ligas regionales participantes
| Liga                                    | Localidad                |
| --------------------------------------- | ------------------------ |
| Asociación Rosarina de Fútbol           | Rosario                  |
| Liga Cañadense de Fútbol                | Cañada de Gómez          |
| Liga Casildense de Fútbol               | Casilda                  |
| Liga de Fútbol Regional del Sud         | Villa Constitución       |
| Liga Departamental de Fútbol San Martín | San Jorge                |
| Liga Deportiva del Sur                  | Alcorta                  |
| Liga Esperancina de Fútbol              | Esperanza                |
| Liga Galvense de Fútbol                 | Gálvez                   |
| Liga Interprovincial de Fútbol          | Chañar Ladeado           |
| Liga Ocampense de Fútbol                | Villa Ocampo             |
| Liga Rafaelina de Fútbol                | Rafaela                  |
| Liga Reconquistense de Fútbol           | Reconquista              |
| Liga Regional Ceresina de Fútbol        | Ceres                    |
| Liga Regional Paivense de Fútbol        | Laguna Paiva             |
| Liga Regional Sanlorencina de Fútbol    | San Lorenzo              |
| Liga Regional Totorense de Fútbol       | Totoras                  |
| Liga Santafesina de Fútbol              | Santa Fe de la Vera Cruz |
| Liga Venadense de Fútbol                | Venado Tuerto            |
| Liga Verense de Fútbol                  | Vera                     |

## Historial
| 2021 | Selección (1) Liga Santafesina         | Lig.          | Newell's Old Boys Asociación Rosarina  |               |               |
| 2022 | No se disputó                          | No se disputó | No se disputó                          | No se disputó | No se disputó |
| 2023 | Atlético de Rafaela (1) Liga Rafaelina | 2:1           | Social Lux Asociación Rosarina         |               |               |
| 2024 | Náutico El Quillá (1) Liga Santafesina | 2:2 2:1       | Sportivo Rivadavia (VT) Liga Venadense |               |               |

## Palmarés
| Equipo                             | Títulos | Subcampeón | Años campeón | Años subcampeón |
| ---------------------------------- | ------- | ---------- | ------------ | --------------- |
| Náutico El Quillá                  | 1       | -          | 2024         |                 |
| Atlético de Rafaela                | 1       | -          | 2023         |                 |
| Selección de la Liga Santafesina   | 1       | -          | 2021         |                 |
| Sportivo Rivadavia (Venado Tuerto) | -       | 1          |              | 2024            |
| Social Lux                         | -       | 1          |              | 2023            |
| Newell's Old Boys                  | -       | 1          |              | 2021            |

### Títulos por liga regional
| Liga regional       | Títulos | Subcampeón | Equipos campeones                     |
| ------------------- | ------- | ---------- | ------------------------------------- |
| Liga Santafesina    | 2       | 0          | Náutico El Quillá (1) y Selección (1) |
| Liga Rafaelina      | 1       | 0          | Atlético de Rafaela (1)               |
| Asociación Rosarina | 0       | 2          |                                       |
| Liga Venadense      | 0       | 1          |                                       |